# Trace Sport Stars
Trace Sport Stars este o televiziune globală despre starurile sportive. A fost înființată în iunie 2011 de către Olivier Laouchez.